# Трагедия в Параизополисе
Трагедия в Параизополисе, также называемая Резня в Параизополисе, — массовые беспорядки, произошедшие рано утром 1 декабря 2019 года в районе Параизополис в городе Сан-Паулу, Бразилия, в ходе которых в результате действий сотрудников военной полиции погибли девять человек.

## История
В ночь с 30 ноября на 1 декабря 2019 года молодежь со всего штата Сан-Паулу собралась на крупный фанк-фестиваль DZ7, проходивший на углу улиц Эрнеста Ренана и Родольфа Лютце в столице штата. На фестивале присутствовало около пяти тысяч человек. Утром 1 декабря на мероприятие прибыла военная полиция с целью разогнать толпу. Представители военной полиции впоследствии объясняли, что акция была ответом на действия гостей и участников фестиваля. По версии военной полиции, военный патруль в это утро преследовал двух мужчин на мотоцикле, которые якобы стреляли в полицейских и, продолжая стрелять, попытались скрыться в толпе на фестивале, вызвав шумиху, во время которой сотрудники полиции якобы были встречены «бутылками, камнями и др.»
По словам местных жителей и людей, присутствовавших на фестивале, военная полиция оцепила выходы на улицу и загнала всех присутствовавших в переулок. На видеозаписях, которые впоследствии были представлены общественности свидетелями, видно как полицейские наносят удары кулаками и ногами молодым людям, которые не оказывают сопротивления, а также стреляют резиновыми пулями по толпе в переулке. Действия полицейских вызвали панику и спровоцировали давку. Военная полиция признала, что для рассеивания толпы и безопасности сотрудников полиции применялись резиновые пули и «химические боеприпасы», и что «некоторые изображения предполагают злоупотребления, несоразмерные действия», после чего заявила, что «сурово привлечёт к ответственности тех, кто совершил какие-либо превышения служебных полномочий».
В ходе акции военной полиции штата Сан-Паулу в Параизополисе девять молодых людей погибли, двенадцать были госпитализированы. Предполагаемой непосредственной причиной смерти было затаптывание. Однако, по словам родственников погибших и предварительным сообщениям, на телах некоторых жертв не было физических признаков сдавливания, на погибших была чистая одежда, наблюдалось отсутствие ран и вообще следов крови. Кроме того, в свидетельствах о смерти зафиксировано, что четверо жертв скончались в результате механической асфиксии и травмы спинного мозга.

## Расследование
Дело было зарегистрировано в 89-м полицейском округе Жардим-Табоан. Военная полиция начала расследование, которое было отправлено в архив в феврале 2020 года после того, как Коррегедория премьер-министра признала действия сотрудников полиции законными. Следствие показало, что процессуальных ошибок со стороны 31-го сотрудника полиции, из числа участвовавших в операции, допущено не было. Омбудсмен премьер-министра Бендиту Мариану раскритиковал заключение, заявив, что операцию нельзя считать «нормальной», и что она наносит ущерб имиджу военной полиции. Мариану покинул свой пост за день до презентации результатов расследования по решению губернатора Жуана Дория.
Председатель Государственного совета по защите прав человека при правительстве Сан-Паулу Димитри Салеш заявил, что «способ проведения операции, включающий предотвращение путей отхода, рассеивание толпы без возможности бегства людей, указывает на акт резни. Это не было простой случайностью, как хотелось бы верить людям».

## Жертвы
- Bruno Gabriel dos Santos, 22 года;
- Dennys Guilherme dos Santos Franca, 16 лет;
- Eduardo Silva, 21 год;
- Gabriel Rogério de Moraes, 20 лет;
- Gustavo Cruz Xavier, 14 лет;
- Denys Henrique Quirino da Silva, 16 лет;
- Luara Victoria de Oliveira, 18 лет;
- Marcos Paulo Oliveira dos Santos, 16 лет;
- Mateus dos Santos Costa, 23 года[6].